# 米爾內 (沃茲涅先斯克區)
47°52′1″N 31°44′32″E / 47.86694°N 31.74222°E
米爾內（烏克蘭語：Мирне），是烏克蘭南部的村莊，由部尼古拉耶夫州裡沃茲涅先斯克區的布拉特茨凱市鎮負責管轄。該村始建於1964年，面積0.28平方公里，海拔高度158米，2001年人口119，人口密度每平方公里425人。